# Протва
Протва (на руски: Протва) е река в Московска и Калужка област на Русия, ляв приток на Ока (десен приток на Волга). Дължина 282 km. Площ на водосборния басейн 4620 km².
Река Протва води началото си от западните части на Московското възвишение, на 276 m н.в., на 5 km западно от село Мокрое, в югозападната част на Московска област. По цялото си протежение тече през хълмисти райони по южната периферия на Московското възвишение, като неколкократно сменя посоката на течението си: в горното течение на югоизток и северозапад; в средното – на юг и изток; в долното – на юг-югоизток. Последните 10 km от течението ѝ служи за граница между Московска и Калужка област. Влива се отляво в река Ока (десен приток на Волга), при нейния 990 km, на 105 m н.в., при село Дракино, в южната част на Московска област. Основни притоци: леви – Исма (55 km); десни – Лужа (159 km). Протва има смесено подхранване с преобладаване на снежното. Среден годишен отток 25 m³/s, максимален през април и май 800 m³/s, минимален 5 – 6 m³/s. Заледява се в началото на декември, а се размразява в началото на април. По течението на Протва са разположени множество населени места, в т.ч. градовете Верея (в средното течение) и Протвино (в устието) в Московска област и градовете Боровск, Ермолино, Балабаново, Обнинск и Жуков и селището от градски тип Кременки в Калужка област.